# Rutes d'Amèrica
La Rutes d'Amèrica (en castellà Rutas de América) és una competició ciclista per etapes que es disputa anualment, durant la setmana del Carnaval, per les carreteres de l'Uruguai. La primera edició es disputà el 1972, sent guanyada per Luis Sosa. De 2009 a 2012 va formar part del calendari de l'UCI Amèrica Tour.

## Palmarès
| Any  | Vencedor             | Segon                 | Tercer                |
| ---- | -------------------- | --------------------- | --------------------- |
| 1972 | Luis Alberto Sosa    | Roberto Vargas        | Walter Tardáguila     |
| 1973 | Carlos Alcántara     | Walter Garré          | Alberto Ferrazán      |
| 1974 | Waldemar Pedrazzi    | Luis Conde            | Luis Evequos          |
| 1975 | Néstor Danilo Berti  | Adán Mansilla         | Saúl Alcántara        |
| 1976 | Ramón Cañete         | Wilder Fagúndez       | Walter Tardáguila     |
| 1977 | Ricardo Rondán       | Saúl Alcántara        | Wilder Fagúndez       |
| 1978 | Carlos Alcántara     | Juan Ramón Da Silva   | Gregorio Gadea        |
| 1979 | Víctor Hugo González | Eduardo Rodríguez     | Héctor Scayola        |
| 1980 | Carlos Alcántara     | Washington Díaz       | Carlos Zárate         |
| 1981 | José Rosselló        | Washington Silva      | Juan Ramón Da Silva   |
| 1982 | Federico Moreira     | Eduardo Trillini      | Juan Carlos Haedo     |
| 1983 | Pedro Paiz           | Federico Moreira      | Oswaldo Frossasco     |
| 1984 | José Asconeguy       | Gilson Alvaristo      | Ricardo Rondán        |
| 1985 | Ricardo Rondán       | Waldemar Correa       | Sergio Corujo         |
| 1986 | Wanderlei Magalhaes  | Jorge Mansilla        | Gustavo de los Santos |
| 1987 | Marcos Mazzaron      | Alcides Etcheverry    | Ernesto Martínez      |
| 1988 | Federico Moreira     | Carlos García         | José Maneiro          |
| 1989 | Eduardo Trillini     | Sergio Tesitore       | Juan Eduardo Ikatch   |
| 1990 | José María Orlando   | Federico Moreira      | Nicolás Galeano       |
| 1991 | Pablo Elizalde       | Alejandro Beldoratti  | Fernando Britos       |
| 1992 | Gustavo Artacho      | Milton Wynants        | Roberto Prezioso      |
| 1993 | Pablo Elizalde       | Luis Huvat            | Milton Wynants        |
| 1994 | Sergio Tesitore      | Sergio Llamazares     | Viatxeslav Djavanian  |
| 1995 | Gustavo Figueredo    | Claus Michael Møller  | Sergio Tesitore       |
| 1996 | Sven Teutenberg      | Eduardo Camarano      | Marty Jemison         |
| 1997 | Federico Moreira     | Walter Rafael Silva   | Gustavo Figueredo     |
| 1998 | Milton Wynants       | Daniel Fuentes        | Hernán Cline          |
| 1999 | Emilio Carricondo    | Walter Pérez          | Javier Gómez Gallego  |
| 2000 | Gustavo Figueredo    | Alejandro Acton       | Carlos Quiroga        |
| 2001 | Javier Gómez Gallego | Federico Moreira      | Hernán Cline          |
| 2002 | Hector Morales       | Jorge Bravo           | Roman Luhovyy         |
| 2003 | Miguel Direna        | Luis Martínez Ramírez | Héctor Morales        |
| 2004 | Matías Médici        | Miguel Direna         | Luis Martínez Ramírez |
| 2005 | Matías Médici        | Miguel Direna         | Luis Martínez Ramírez |
| 2006 | Elanio Rodríguez     | Luis Martínez Ramírez | Sebastián Cancio      |
| 2007 | Milton Wynants       | Jorge Bravo           | Richard Mascarañas    |
| 2008 | Cristian Villanueva  | Mauricio Maquia       | Alvaro Tardáguila     |
| 2009 | Hernán Cline         | Ramiro Cabrera        | Daniel Fuentes        |
| 2010 | Hernán Cline         | Magno Nazaret         | Richard Mascarañas    |
| 2011 | Jorge Soto           | Néstor Pías           | Jorge Bravo           |
| 2012 | Jorge Soto           | Alan Presa            | Matías Médici         |
| 2013 | Laureano Rosas       | Roderick Asconeguy    | Néstor Pías           |
| 2014 | Héctor Aguilar       | Alan Presa            | Román Mastrángelo     |
| 2015 | Néstor Pías          | Alan Presa            | Bilker Bill Castro    |
| 2016 | Héctor Aguilar       | Roderyck Asconeguy    | Carlos Cabrera        |
| 2017 | Matías Médici        | Matías Presa          | Ignacio Maldonado     |